# Troelsby
Troelsby (dansk) eller Trögelsby (tysk) er et kvarter ved randen af distriktet Fuglsang i bydelen Engelsby i Flensborg. Kvarterets navn går tilbage til dobbeltgården Troelsby, som var beliggende sydøst for den tidligere landsby Tved. I 1400-tallet ejedes en af gårdene af adelsmanden Peter Lund, men allerede i 1430erne skænkede datteren Catharina gården til Vor Frue Kirken i Flensborg. Til Troelsby hørte også kådnerstedet Skidengad (Schiedengatt) eller Lille Troelsby. 
Troelsby blev første gang nævnt i kilder fra 1420, hvor den kaldes "Truelbul". Stednavnets første led henviser til drengenavnet Troels (oldnordisk Thrugils). På sønderjysk findes varianten Trøchelsby. På dansk findes også formen Trøgelsby. Skidegad blev første gang nævnt i 1436.
I den danske periode indtil 1864 hørte Troelsby under Adelby Sogn (Husby Herred, Flensborg Amt). I 1910 blev den (som del af Tved kommune) indlemmet i Flensborg. Trods indlemmelsen i købstaden lå Troelsby frem til 1980erne isoleret fra byen i øst. Først i løbet af 1980erne blev Troelsby bebygget med parcel-, og rækkehuse og blev dermed forbundet med det øvrige byområde.